# Musée de l'Ostrobotnie
Le musée de l'Ostrobotnie (finnois : Pohjanmaan museo) est un musée situé à Vaasa en Finlande.

## Histoire
Le médecin Karl Hedman (1864-1931) a participé activement à la création du musée. 
Le bâtiment, conçu par Eino Forsman en 1927 est construit en 1930 à proximité du parc Marianpuisto park au centre de Vaasa.
L'aile d'exposition est conçue par Erik Kråkström en 1967.
La famille Hedman logeait sur un étage, elle n'avait pas d'enfants et laissa la collection à une fondation, qui en fit plus tard don à la ville.

## Description
Les principaux domaines d'activité du musée, fondé en 1895, sont l'histoire culturelle, l'art et la science.
Le Musée de l'Ostrobotnie organise des expositions dans le bâtiment principal de Museokatu.
Le musée d'Ostrobotnie accueille environ 3 à 5 expositions temporaires chaque année. 
En plus des expositions temporaires, il y a trois expositions de collections permanentes liées aux principaux domaines d'activité du musée. 
Des objets antiques et de l'art sont exposés à l'étage Hedman, Vaasa 400 est une exposition d'histoire urbaine et l'exposition Terranova présente la nature et le patrimoine mondial du Kvarken.

## Les musées municipaux de Vaasa
Le musée de l'Ostrobotnie fait partie des musées municipaux de Vaasa, qui comprennent aussi le musée d'Art moderne Kunts, la maison d'Art de Tikanoja, la galerie d'Art de Vaasa et le musée de l'ancien Vaasa..

## Quelques œuvres exposées

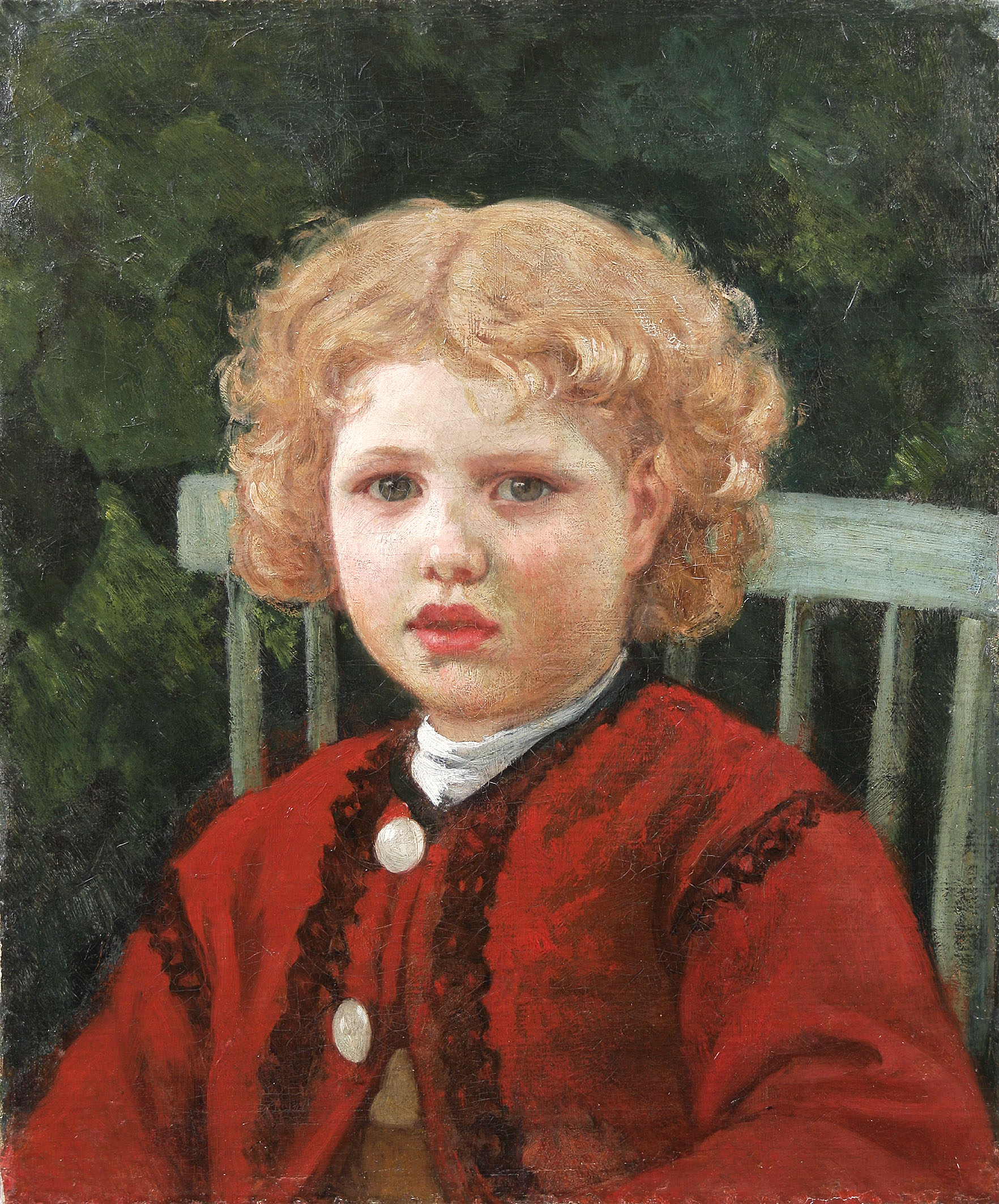
Adolf von Becker: Fille aux cheveux frisés.
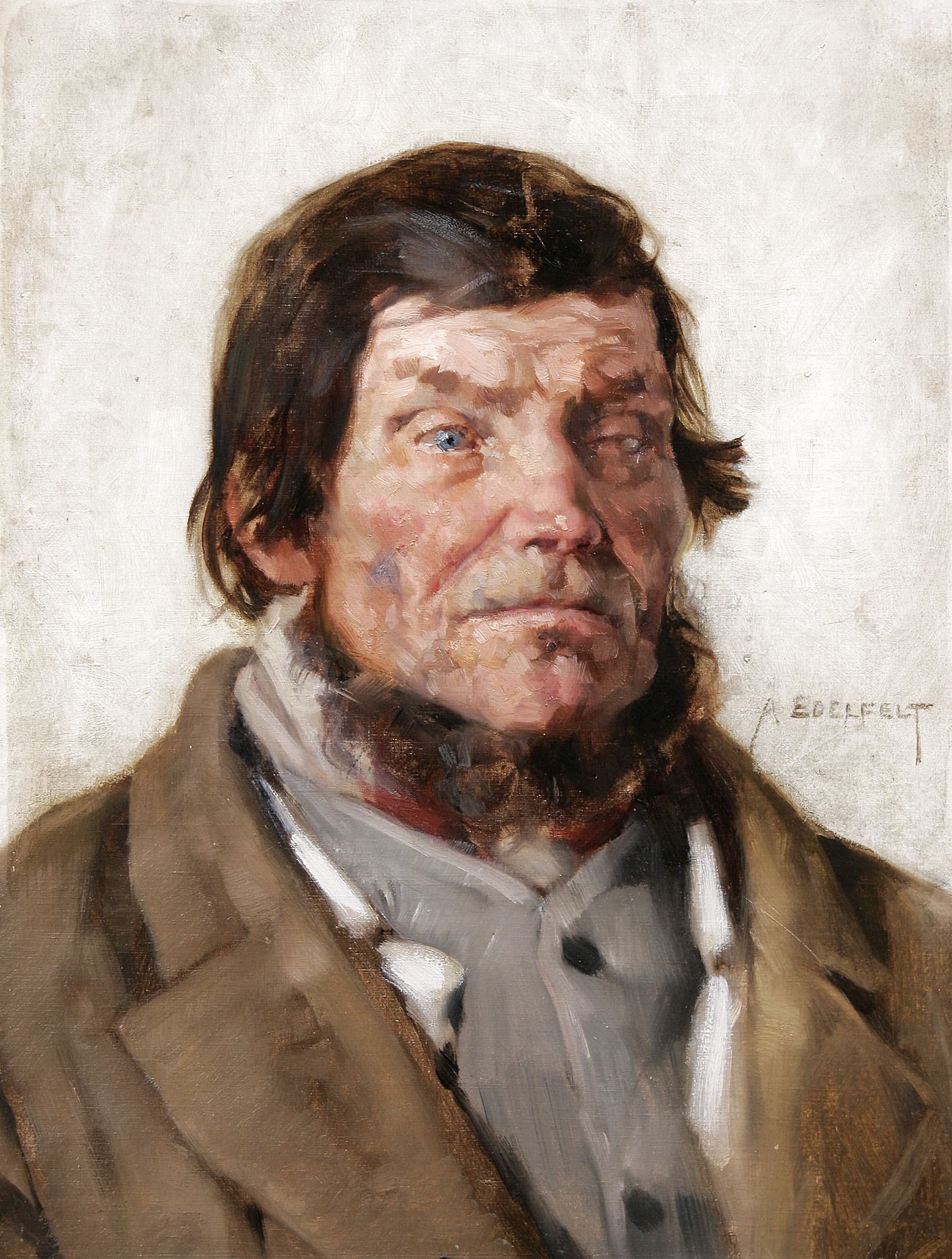
Albert Edelfelt: Carélien borgne.
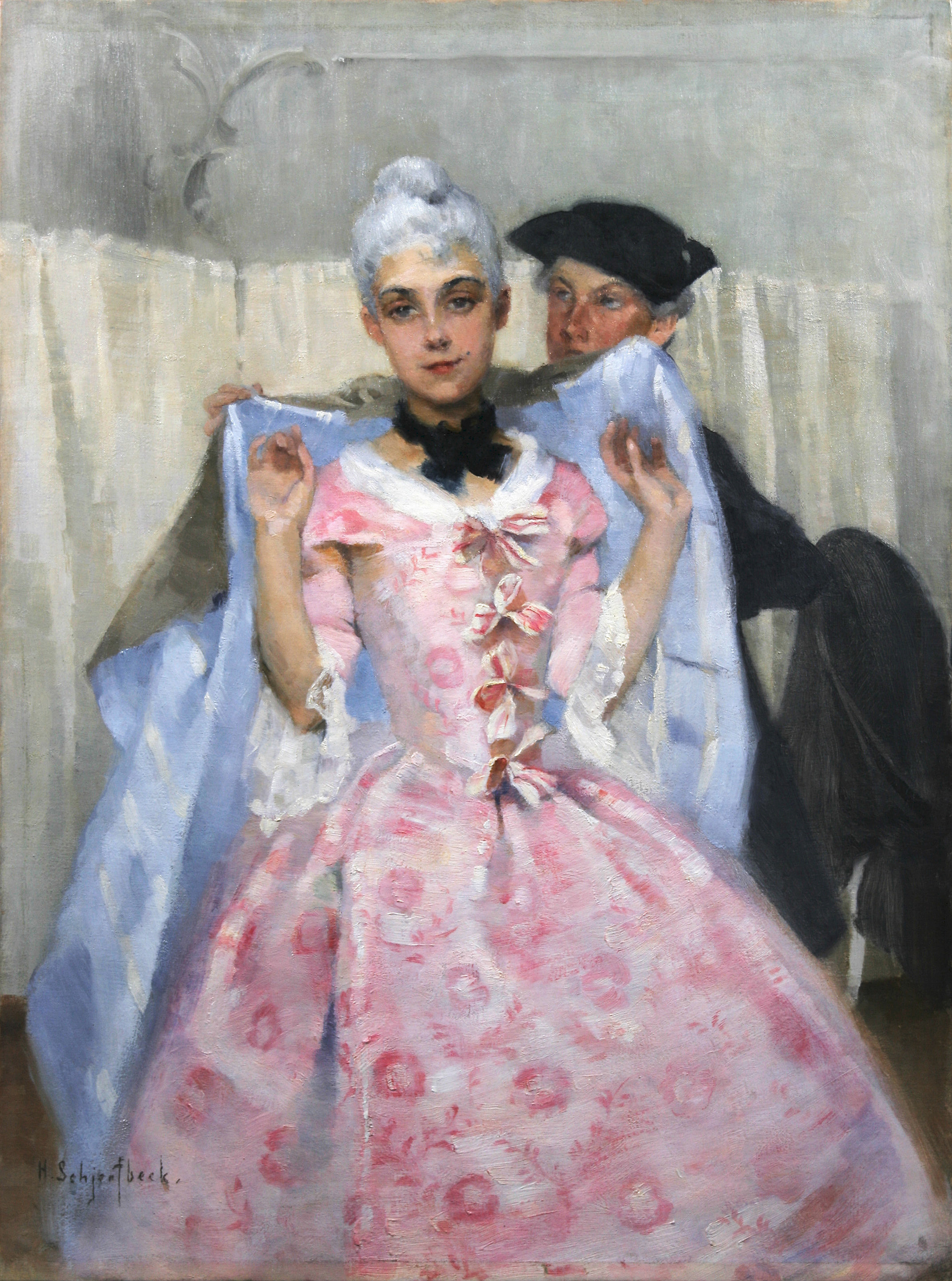
Helene Schjerfbeck: Femme Rococo.

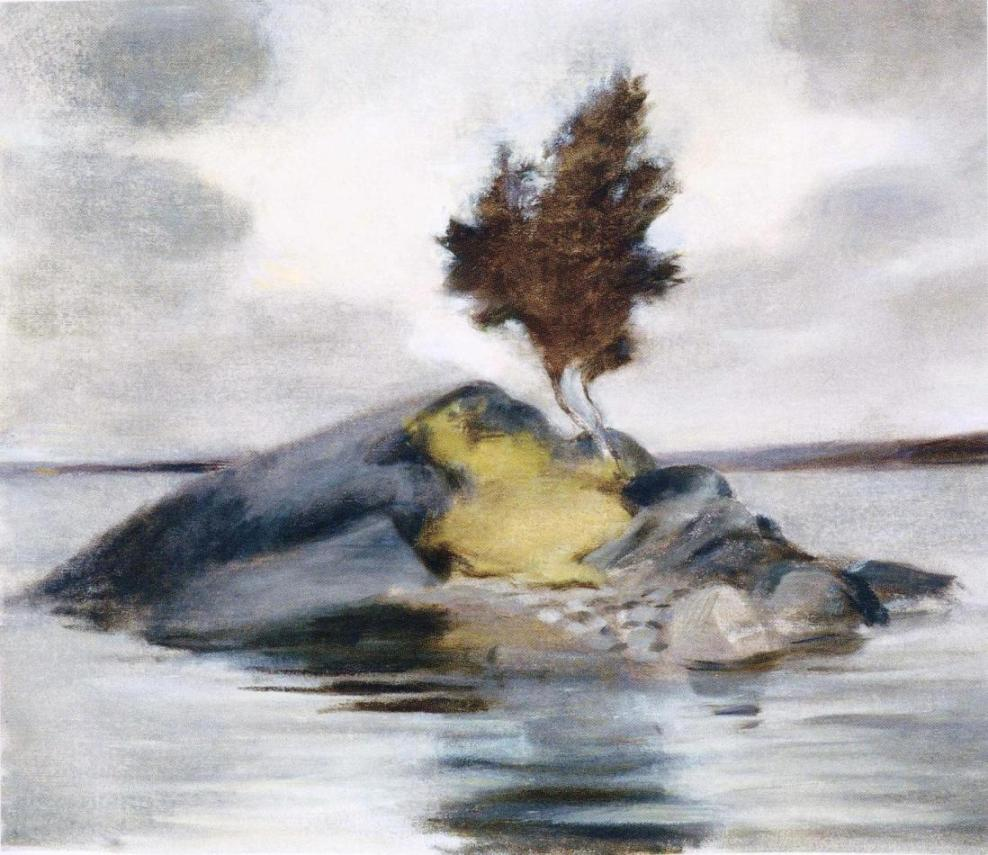
Einar Ilmoni: L'île après la tempête.
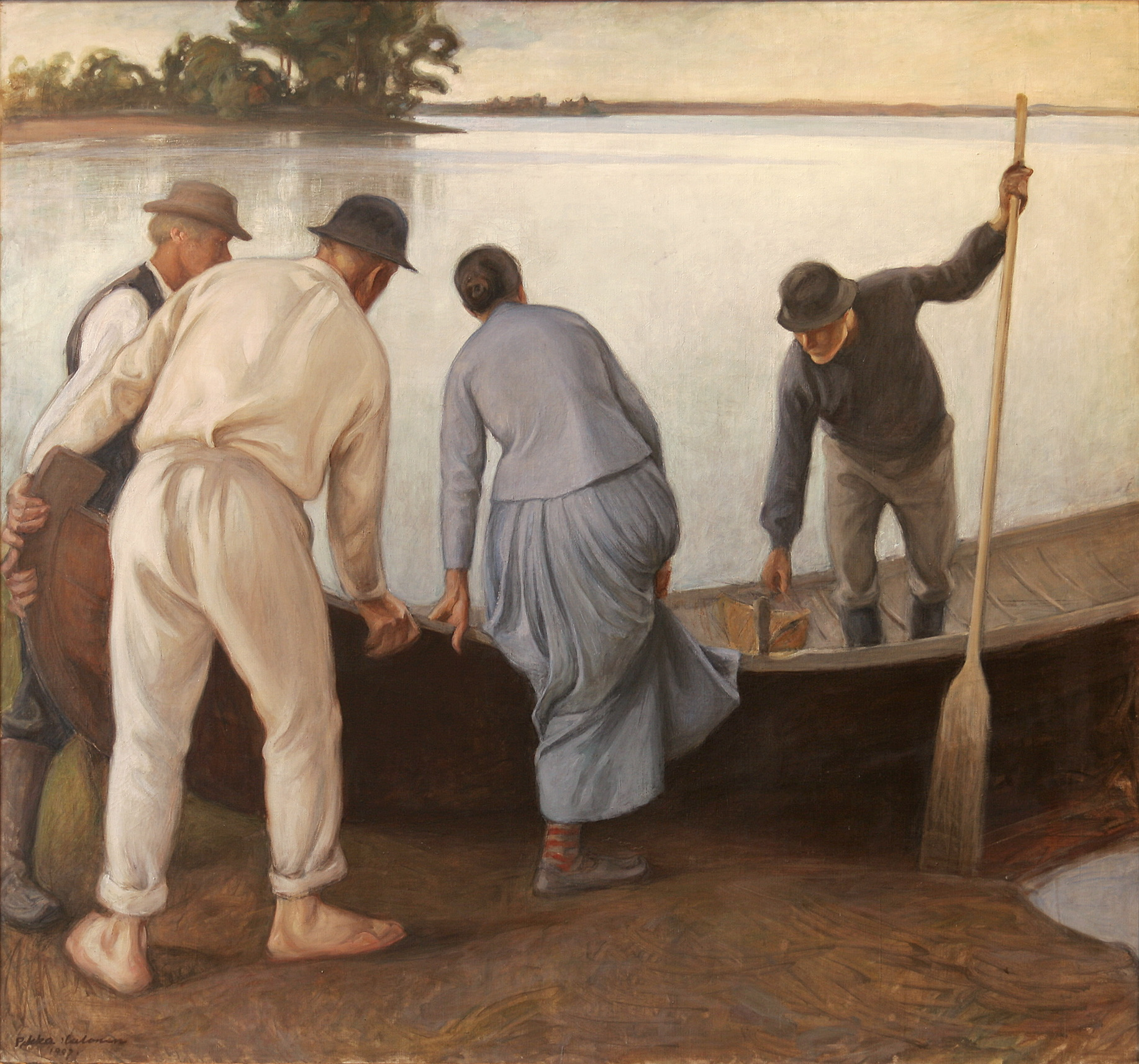
Pekka Halonen: Retour du travail.
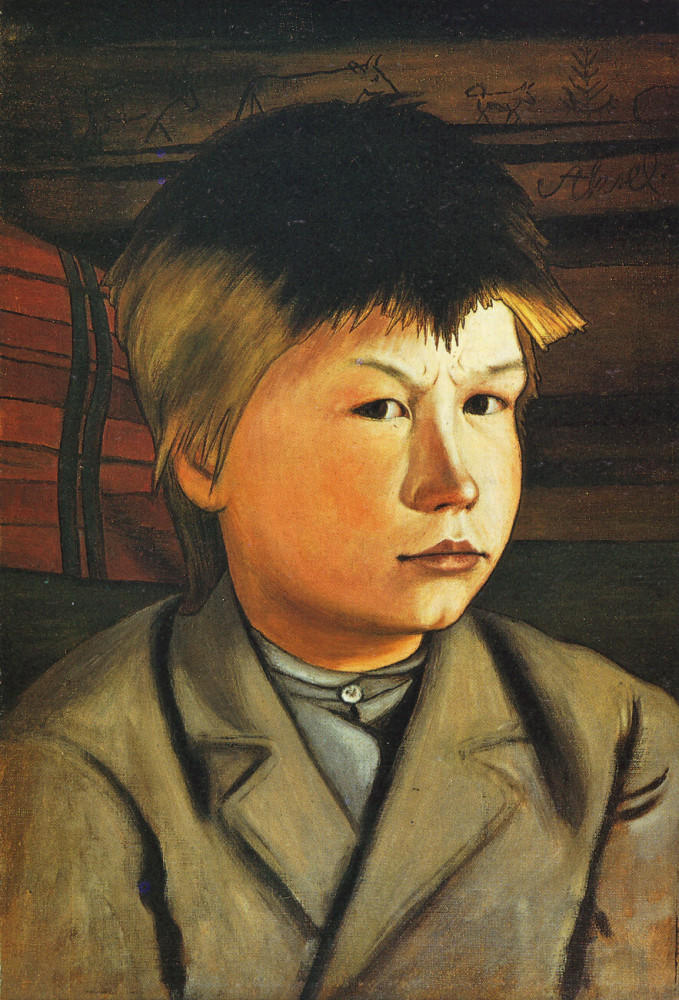
Hugo Simberg: Akseli.